# جون‌ایچی کاتو (توتیوب)
جون‌ایچی کاتو (انگلیسی: Junichi Kato؛ زادهٔ ۱۷ اوت ۱۹۸۵) شخصیت‌های تلویزیونی در ژاپن، یوتیوبر، و استریمر اهل ژاپن است. وی از سال ۲۰۰۹ میلادی تاکنون مشغول فعالیت بوده‌است.